# Wspólnota administracyjna Sayda
Wspólnota administracyjna Sayda (niem. Verwaltungsgemeinschaft Sayda) – wspólnota administracyjna w Niemczech, w kraju związkowym Saksonia, w okręgu administracyjnym Chemnitz, w powiecie Mittelsachsen. Siedziba wspólnoty znajduje się w mieście Sayda.
Wspólnota administracyjna zrzesza jedną gminę miejską oraz jedną gminę wiejską: 
- Dorfchemnitz
- Sayda